# De perenni philosophia libri IX
De perenni philosophia libri IX (Latijn: 9 boeken over de eeuwige filosofie) is de titel van het belangrijkste in het Latijn geschreven werk van de Italiaanse humanist Agostino Steuco. Daarin tracht hij aan te tonen dat vele van de ideeën die de wijzen, dichters en filosofen uit de klassieke oudheid naar voren hebben gebrachten niet strijdig doch daarentegen juist in wezenlijke harmonie zouden zijn met het christendom. 
Kenmerkend voor de renaissance was onder meer dat men de wijsheden en inzichten die werden herkend in de 'heidense' filosofie van de Grieken en Romeinen trachtte onder te brengen bij en verenigen met het christelijk geloof en het denken van de kerkvaders. 
De perennia philosophia werd een van de belangrijkste werken van wat ook wel het neo-platonisch concordisme werd genoemd.
In de 20e eeuw inspireerde het de Brits-Amerikaanse schrijver Aldous Huxley tot zijn religieus en spiritueel concordisme, dat hij bepleitte in zijn The perennial philosophy (1944).